# Теркин (хутор)
Теркин — хутор в Серафимовичском районе Волгоградской области, административный центр Теркинского сельского поселения
Население — 836 (2015)

## История
Первое упоминание датируется в 1822 году.
С разложением крестьян на бедняков и кулаков хутор стал расти и в 1904 году был открыт приход, была построена церковь в канун русско-японской войны. Верх держали кулацкие старшины, в хуторе шла острая классовая борьба, пахотные земли были распределены несправедливо. Население было безграмотным.
В 1907 году в хуторе Теркин была открыта трёхклассная приходская школа, где основным предметом был закон божий. Всего на 1 сентября 1907 года в школу явилось 23 крестьянских подростка, Бородин Степан Михайлович, Чулков Иван Степанович, Аксёнова Агрипина Терентьевна и другие. Первым учителем Теркинской школы был Вакумов Григорий Семёнович. Но не всегда приходилось этим детям оканчивать школу, так как подростки были заняты в своём хозяйстве, только зимой дети могли посещать школу.
В канун Великой Октябрьской Социалистической революции население в стороне не было от великих событий. Большевистская пропаганда проникла и в наш хутор. Беднота стала на сторону Большевиков, а когда свершиласть В.О.С революция население резко разделилось на два враждебных лагеря. Советская власть в нашем хуторе восстановилась в начале 1918 года. Первый председатель сельского совета Афонин Захар Семёнович возглавил бедноту и организовал отпор банде Фомина, которая хотела восстановить старые порядки. Однако, приехавший большевик Кудинов Фёдор Ильич, который помог укрепиться советам и в декабре 1929 года в хуторе был создан колхоз «имени Литвинова».
Первым председателем был 25-тысячник Николеченко Семён Савельевич. В этом же году была создана первичная большевистская ячейка, позднее выросшая в партийную организацию. Первые коммунисты: Севостьянов Семён Степанович, Афонина Анна Захаровна, Аксёнов Григорий Прокофьевич.
До марта 1957 года был колхоз, который был преобразован в совхоз «Зимняцкий». С 1975 года совхоз преобразован в откормсовхоз «Зимняцкий» специализирующийся на откорме крупного рогатого скота.
Хутор относился к юрту станицы Скуришенской Усть-Медведицкого округа Области Войска Донского (до 1871 года — Земля Войска Донского). Дата основания не установлена. В Списке населённых мест Земли Войска Донского по переписи 1859 года не значится. В 1873 году на хуторе Теркин, при озере Теркино и озере Лиман , проживало 142 мужчины и 153 женщины
Согласно переписи населения 1897 года на хуторе проживало 203 мужчины и 225 женщин, больше половины населения было неграмотным: грамотных мужчин — 88, женщин — 4. Согласно алфавитному списку населённых мест Области Войска Донского 1915 года на хуторе имелось хуторское правление, приходское училище, земельный надел составлял 1500 десятин, всего на хуторе проживало 276 мужчин, 271 женщина.
В 1921 году включён в состав Царицынской губернии. С 1928 года хутор в составе Михайловского района Хопёрского округа (упразднён в 1930 году) Нижне-Волжского края (с 1934 года — Сталинградского края). С 1935 года — в составе Сулимовского района (в июле 1937 года переименован в Зимняцкий, в октябре того же года — во Фрунзенский) Сталинградского края (с 1936 года — Сталинградской области, с 1961 года — Волгоградской области). В 1963 году в связи с упразднением Фрунзенского района хутор Теркин включён в состав Серафимовичского района.

## География
Хутор находится в степной местности. Высота центра населённого пункта около 80 метров над уровнем моря. К востоку от хутора в естественном понижении местности заболоченная местность, на противоположной стороне болота — хутор Орлиновский. Почвы — чернозёмы южные, почвообразующие породы — пески.
По автомобильным дорогам расстояние до областного центра города Волгоград — 230 км, до районного центра города Серафимович — 53 км.
Климат
Климат умеренный континентальный (согласно классификации климатов Кёппена — Dfa). Многолетняя норма осадков — 400 мм. Наибольшее количество осадков выпадает в июне — 47 мм, наименьшее в феврале и марте — 22 мм. Среднегодовая температура положительная и составляет + 7,4 °С, средняя температура самого холодного месяца января −8,3 °С, самого жаркого месяца июля +22,6 °С.
Часовой пояс
Теркин, как и вся Волгоградская область, находится в часовой зоне МСК (московское время). Смещение применяемого времени относительно UTC составляет +3:00.

## Население
Динамика численности населения по годам:
| 1873 | 1897 | 1915 | 1987 |
| ---- | ---- | ---- | ---- |
| 195  | 428  | 547  | ≈750 |

| 2010 | 2014 | 2015 |
| ---- | ---- | ---- |
| 836  | ↗837 | ↘836 |